# Peter Penfold
Peter Alfred Penfold, CMG, OBE (* 27. Februar 1944 in Gibraltar; † 1. Oktober 2023) war ein britischer Diplomat, der unter anderem zwischen 1991 und 1995 Gouverneur der Jungferninseln sowie von 1997 bis 2000 Hochkommissar in Sierra Leone war.

## Leben
Peter Alfred Penfold, Sohn von Alfred Penfold und Florence Green, besuchte die Sutton County Grammar School. 1963 trat er in den diplomatischen Dienst (HM Foreign Service) und fand danach zahlreiche Verwendungen im Ausland sowie im Außenministerium beziehungsweise dem Ministerium für Auswärtige und Commonwealth-Angelegenheiten (Foreign and Commonwealth Office). Nachdem er zunächst Mitarbeiter der Abteilung Amerika und Vereinte Nationen im Außenministerium war, fand er von 1965 bis 1968 Verwendung an der Botschaft in Deutschland sowie zwischen 1968 und 1970 als Urkundsbeamter an der Auslandsvertretung in Kaduna in Nigeria. Nach verschiedenen Verwendungen von 1970 bis 1972 als „Springer“ an Auslandsvertretungen in Lateinamerika war er 1972 für kurze Zeit Passbeamter am Hochkommissariat in Australien sowie anschließend zwischen 1972 und 1975 Referent im Referent für den Pazifikraum und abhängige Territorien im Ministerium für Auswärtige und Commonwealth-Angelegenheiten.
Danach war Penfold von 1975 bis 1978 Zweiter Sekretär an der Botschaft in Äthiopien sowie zwischen 1978 und 1981 Zweiter Sekretär am Hochkommissariat in Trinidad und Tobago, ehe er von 1981 bis 1984 Erster Sekretär im Ministerium für Auswärtige und Commonwealth-Angelegenheiten war. Er fungierte zwischen 1984 und 1987 als stellvertretender Hochkommissar und Kanzler am Hochkommissariat in Uganda. Für seine Verdienste wurde ihm dort 1986 das Offizierskreuz des Order of the British Empire (OBE) verliehen. Nach seiner Rückkehr war er von 1987 bis 1991 als Erster Sekretär stellvertretender Leiter des Referats für den Westindien- und Atlantikraum.
Als Nachfolger von Mark Herdman übernahm Peter Penfold am 14. Oktober 1991 das Amt als Gouverneur der Jungferninseln und bekleidete diese Funktion bis zum 21. Juni 1998, woraufhin David Mackilligin seine Nachfolge antrat. Während dieser Zeit wurde er für seine Verdienste 1995 auch Companion des Order of St Michael and St George (CMG). Nach seiner Rückkehr war er zwischen 1995 und 1996 Sonderberater für Drogenangelegenheiten im Karibikraum im Außenministerium. 1997 löste er Ian McCluney als Hochkommissar in Sierra Leone ab und verblieb auf diesem Posten bis zu seiner Ablösung durch Alan Jones im Jahr 2000. Anschließend war er zwischen 2001 und 2002 noch Leitender Berater und Konfliktberater im Ministerium für Internationale Zusammenarbeit (Department for International Development).
Peter Alfred Penfold war zwei Mal verheiratet. Seine 1972 geschlossene erste Ehe mit Margaret Quigley wurde 1983 aufgelöst. 1992 heiratete er in zweiter Ehe Celia Dolores Koenig.
Er starb am 1. Oktober 2023 im Alter von 79 Jahren.